# Heinkel He 115
El Heinkel He 115 fue un hidroavión triplaza alemán empleado durante la Segunda Guerra Mundial. Fue usado por la Luftwaffe como avión torpedero y realizó labores generales propias de un hidroavión, como reconocimiento y lanzamiento de minas en paracaídas. El avión estaba propulsado por dos motores radiales de nueve cilindros refrigerados por aire BMW 132K de 720 kW (960 CV). Algunas versiones posteriores podían llevar cuatro tripulantes, tenían diferentes motores, o utilizaban distintas configuraciones de armas.

## Desarrollo y diseño
En 1935, el Ministerio del Aire del Reich alemán (RLM, Reichsluftfahrtministerium) presentó el requerimiento de un hidroavión bimotor de propósito general, adecuado para patrulla y ataque con bombas y torpedos contra la navegación. Se recibieron propuestas de Heinkel Flugzeugwerke y de Hamburger Flugzeugbau (filial de Blohm & Voss) . El 1 de noviembre de 1935, se realizaron pedidos a Heinkel y Hamburger Flugzeugbau de tres prototipos de cada uno de sus posibles diseños, el He 115 y el Ha 140.
El primer prototipo de Heinkel voló en agosto de 1937, las pruebas tuvieron éxito y el diseño del He 115 fue seleccionado sobre el Ha 140 a principios de 1938, lo que llevó a un pedido de otro prototipo y 10 aviones de preproducción. El primer prototipo se utilizó para establecer una serie de récords internacionales para hidroaviones de más de 1000 km  y 2000 km en circuitos cerrados a una velocidad de 328 km/h.
El armamento consistía inicialmente en dos ametralladoras MG 15 de 7,92 mm, una en el morro y otra en posición dorsal. Más tarde, los He 115 fueron equipados con un cañón fijo MG 151 de 15 mm o 20 mm de disparo hacia adelante y dos ametralladoras MG 17 de 7,92 mm de disparo hacia atrás en las góndolas del motor. Variantes del He 115 llevaban torpedos LTF 5 o LTF 6b y bombas SD 500 (500 kg) o SC 250 (250 kg). Algunos también llevaban minas LMB III o LMA.

## Prototipos
Se utilizaron cinco prototipos en el desarrollo del avión:
- He 115 V1. El 30 de marzo de 1938 estableció ocho récords de velocidad con carga.
- He 115 V2. Noviembre de 1937, similar al V1.
- He 115 V3. Marzo de 1938, introdujo la cabina acristalada, que se convirtió en estándar del modelo.
- He 115 V4. Mayo de 1938, prototipo de producción, en los que los cables de arriostramiento de los flotadores al fuselaje fueron sustituidos por montantes
- He 115 V5. 1939.

## Variantes
- He 115A: diez aviones de preserie
- He 115A-0: construidos en 1937, armados con una sola ametralladora
- He 115A-1: introducía otra arma en el morro
- He 115A-2: variante de exportación para Noruega y Suecia
- He 115A-3: primera versión de serie para la Luftwaffe, tenía la bodega de bombas modificada
- He 115B: el He 115B-1 disponía de mayor capacidad de combustible y el He 115B-2 flotadores reforzados para poder operar desde la nieve o el hielo; estos aparatos, aptos para el transporte de combustible o su carga normal de bombas, podían utilizar también una mina magnética de 1000 kg
- He 115C: introducido en 1941, el He 115C-1 disponía de armamento adicional; el He 115C-2, al igual que el He 115B-2, tenía flotadores reforzados, mientras que los He 115C-3 y He 115C-4 fueron versiones de minado y torpedeo, respectivamente

## Supervivientes
En 2005 uno de los ejemplares fue encontrado por mapeadores noruegos en Hafrsfjord mediante un equipo de sonar, no obstante no fue sino hasta el 2 de junio de 2012 donde fue rescatado del fondo de un fiordo, la operación de rescate fue financiada mediante una recaudación de fondos de un museo. El hidroavión fue remolcado hasta la orilla, donde una grúa lo sacó del agua. El avión estaba en una condición notable, sobre todo debido al hecho de que llegó a descansar en el lodo con bajo contenido de oxígeno en una parte del fiordo con corrientes mínimas.
Este es el único He-115 rescatado en existencia y debido a su condición, todavía puede ser restaurado, con capacidades de vuelo.
El avión bimotor de tres plazas fue originalmente comprado por los servicios aéreos de la Armada noruega en 1939. Fue utilizado por los noruegos contra las fuerzas alemanas invasoras en abril de 1940 y después de que Noruega se rindió los alemanes tomaron el avión y lo utilizaron contra los convoyes aliados que se dirigían hacia la Unión Soviética.
Se perdió en diciembre de 1942. Ninguno de los tripulantes murió, y los alemanes pudieron incluso recuperar el motor de estribor y los restantes flotadores antes de que el bombardero se hundiera. Permaneció en el fondo del fiordo durante casi 70 años.

## Operadores
Alemania
- Luftwaffe

 Bulgaria
- Fuerza Aérea Búlgara

 Finlandia
- Fuerza Aérea Finlandesa

 Noruega
- Armada Real Noruega

 Reino Unido
- Royal Air Force

 Suecia
- Fuerza Aérea Sueca

## Especificaciones (He 115B-1)
Referencia datos: 

### Características generales
- Tripulación: 3
- Longitud: 17,3 m (56,8 ft)
- Envergadura: 22,3 m (73,1 ft)
- Altura: 6,6 m (21,7 ft)
- Superficie alar: 87,5 m² (941,9 ft²)
- Peso vacío: 5290 kg (11 659,2 lb)
- Peso cargado: 10 400
- Planta motriz: 2× Motor radial de 9 cilindros BMW 132K.
  - Potencia: cada uno.
- Hélices: 1× Tripala por motor.

### Rendimiento
- Velocidad máxima operativa (Vno): 327 km/h (203 MPH; 177 kt)
- Alcance: 2.100 km
- Techo de vuelo: 5200 m
- Carga alar: 103,8 kg/m² (21,3 lb/ft²)
- Potencia/peso: 139 w/kg

### Armamento
- Ametralladoras: 2× MG 17 / MG 15 de 7,92 mm, una en la parte trasera de la cabina dorsal y otra en el morro
- Otros: 

  - 5× bombas de 250 kg o
  - 2× bombas y un torpedo de 800 kg
  - 1× mina de 920 kg

### Aeronaves similares
- Consolidated PBY Catalina
- Hall XPTBH
- Blohm & Voss Ha 140

### Secuencias de designación
- Sistema de designación aeronaves del RLM: ← He 112 · He 113 · He 114 · He 115 · He 116 · Hs 117 · He 118 →

### Listas relacionadas
- Anexo:Aeronaves militares de Alemania en la Segunda Guerra Mundial